# Pinctada galtsoffi
Pinctada galtsoffi är en musselart. Pinctada galtsoffi ingår i släktet Pinctada och familjen Pteriidae. Inga underarter finns listade i Catalogue of Life.